# Pietro Cavallini

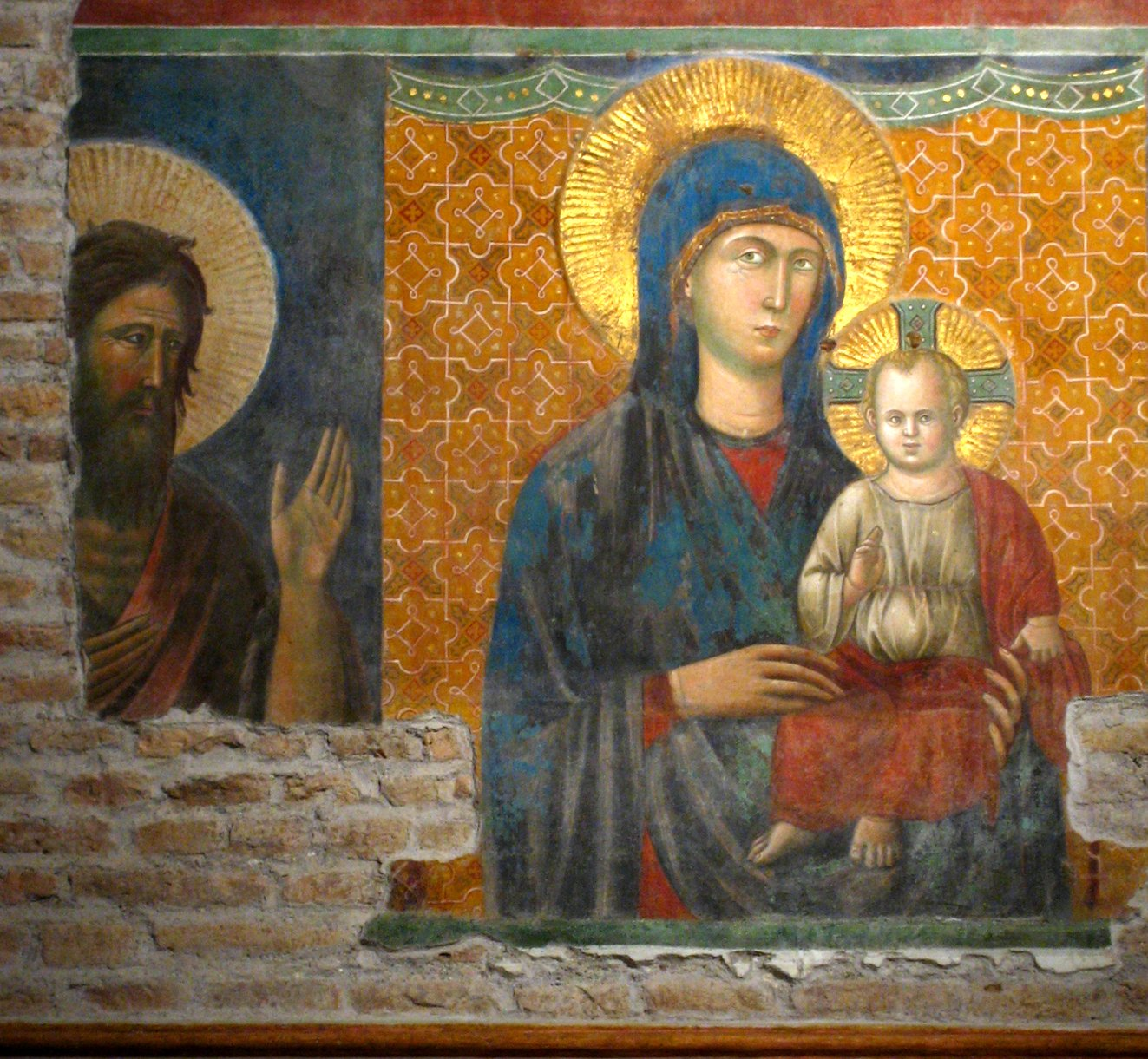
Fresque à l'église Sainte-Marie d'Aracœli, Rome.

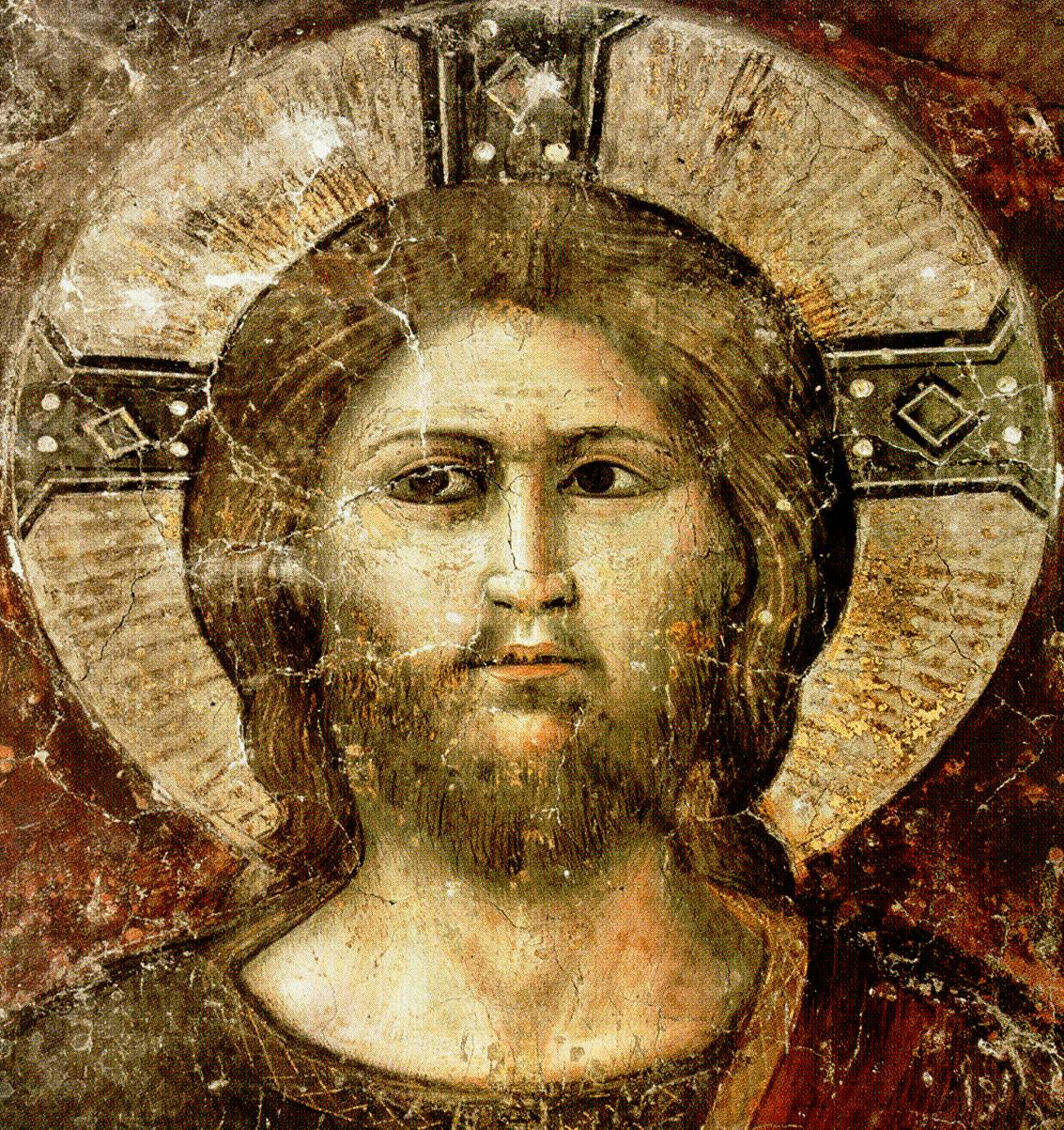
Détail du Jugement dernier.

Pietro Cavallini (v. 1240 - av. 1330) est un peintre et un mosaïste italien de l'école romaine de la pré-Renaissance du Trecento.

## Biographie
Les données biographiques de Pietro Cavallini sont limitées à la période s'étendant de 1273 à 1321. Sa date de naissance présumée se situe vers 1240 ou 1250. Son origine romaine est cependant certaine : dans certains documents, il est appelé pictor romanus. La date et le lieu de son décès sont également inconnus, mais la date est généralement située après son retour à Rome à la suite de son séjour à la cour napolitaine angevine, donc vers 1325-1330.
Un de ses descendants, l'écrivain papal Giovanni Cavallini, se souvient de lui comme d'un centenaire : Huic commémore Petrum de Cerronibus qui centum annorum numero vitam egit . Cette information permet surtout de confirmer sans équivoque l’identité entre le peintre romain Pietro Cavallini et le Pietro de Cerronibus de certains documents, dont la longévité peu commune avait dans le passé convaincu certains chercheurs de considérer ces documents comme faisant référence à des personnes différentes.
Ghiberti dans ses Commentarii parle du peintre romain « Pietro Cauallini, ... très savant parmi tous les autres maîtres », et cite ses peintures à Rome : à Saint-Pierre (Quatre évangélistes dans la contre-façade), Sainte-Cécile-du-Trastevere (fresques), San Crisogono, Sainte-Marie-du-Trastevere (mosaïques), San Francesco a Ripa (fresques), Saint-Paul-hors-les-murs (mosaïque sur la façade et fresques de la nef et du chapitre).
Vasari, enclin à démontrer la supériorité toscane et florentine dans les arts, a rétrogradé Cavallini au rôle de « disciple de Giotto », établissant un anachronisme paradoxal et créant un préjugé historico-artistique qui a survécu cinq siècles. Il accorde à Cavallini un catalogue encore plus large d'œuvres : en plus des œuvres romaines mentionnées par Ghiberti, il mentionne des interventions à Florence, Assise, Orvieto, qui appartiennent à d'autres artistes du XIVe siècle. Se référant à la Vita écrite par Vasari, les érudits ont considéré Cavallini comme un disciple de Giotto ou, pire, comme un retardataire encore enclin à la « manière grecque ». 
La découverte de ses fresques à Rome en 1900 a permis la révision des thèses de Giorgio Vasari, qui plaçait l'origine de la peinture italienne exclusivement à Florence. Cette récente réévaluation de la « peinture romaine » de la fin du XIIIe siècle, avec la contribution de peintres d'une grande profondeur tels que Jacopo Torriti et Filippo Rusuti (bien que toujours liés aux formes de la mosaïques byzantine), a contribué à reconsidérer la personnalité de Cavallini sous un meilleur jour et dans des termes plus corrects. Avec Pietro Cavallini, la peinture romaine change de registre et anticipe le « naturalisme » de Cimabue, qui fut peut-être transmise au maître florentin lors de son séjour à Rome.
Pietro Cavallini est en contact avec Cimabue vers 1270, puis avec Giotto après 1290. En 1278, les peintres Cimabue, Pietro Cavallini et Filippo Rusuti, qui sont appelés à Assise pour décorer la basilique franciscaine, influencent le jeune Giotto qui se forme à leur contact. Ses œuvres influenceront aussi Giotto di Bondone lors de son voyage à Rome, renversant également l'affirmation par Vasari d'une influence inverse.
Parallèlement à Giotto, Pietro Cavallini expérimente l'apprentissage de la représentation spatiale. Dans la chapelle Tocco de la cathédrale de Naples, les personnages dans les médaillons prennent de l'ampleur : ils ne sont plus circonscrits dans un simple triangle, mais dans un cône tridimensionnel. Il quitte Naples en 1314 mais son influence s'y fait longtemps sentir : ses émules, par exemple, décorent l'église napolitaine de Santa Maria Donnareggina.

## Œuvres

### Saint-Paul-hors-les-murs (première période)
La décoration de l'église de Saint-Paul-hors-les-Murs à Rome est le premier travail de Cavallini d'une certaine importance  . La commande consistait en deux cycles de fresques tirés des Actes des Apôtres et de l'Ancien Testament, plus les représentations des bustes des papes en mosaïque (selon Vasari). A cette occasion Arnolfo di Cambio, grand artiste de Colle di Val d'Elsa, auteur du ciborium (1285), travaille également à Saint-Paul. Ce cycle a complètement disparu avec l'incendie qui, en 1823, a détruit presque complètement l'église. Il ne reste que quelques exemplaires du dessin, mais ils ne permettent pas d'évaluer si, à l'époque, le peintre avait déjà maîtrisé les traits stylistiques de l'art gothique.

### Sainte-Marie-du-Trastevere

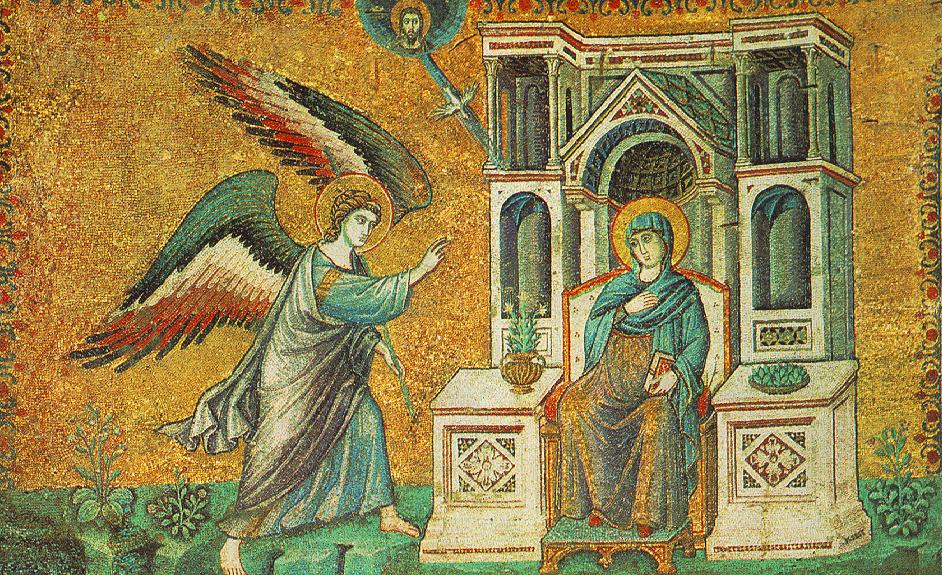
Pietro Cavallini, Annociation, Sainte-Marie-du-Trastevere.

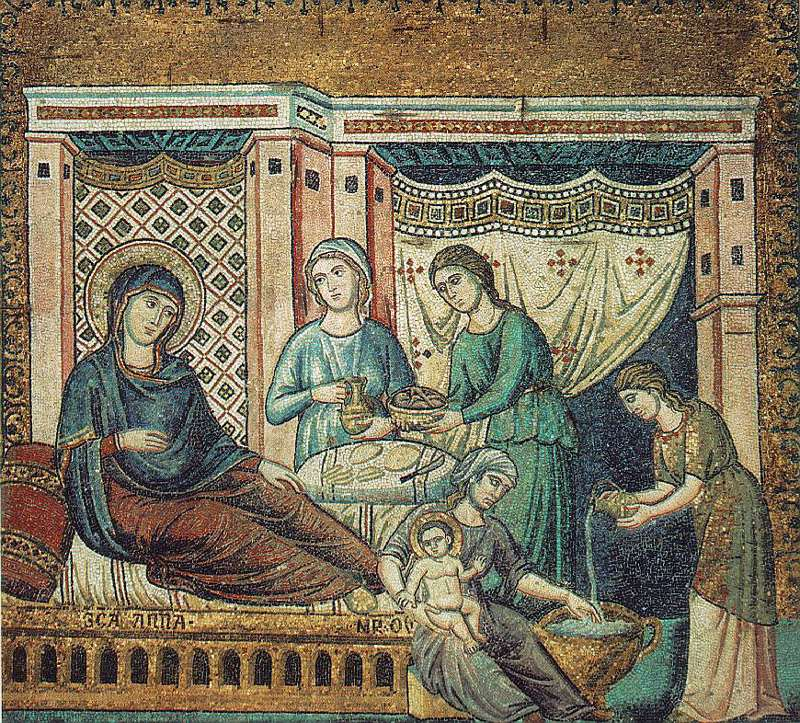
Pietro Cavallini, Nativité de la Vierge, Sainte-Marie-du-Trastevere.

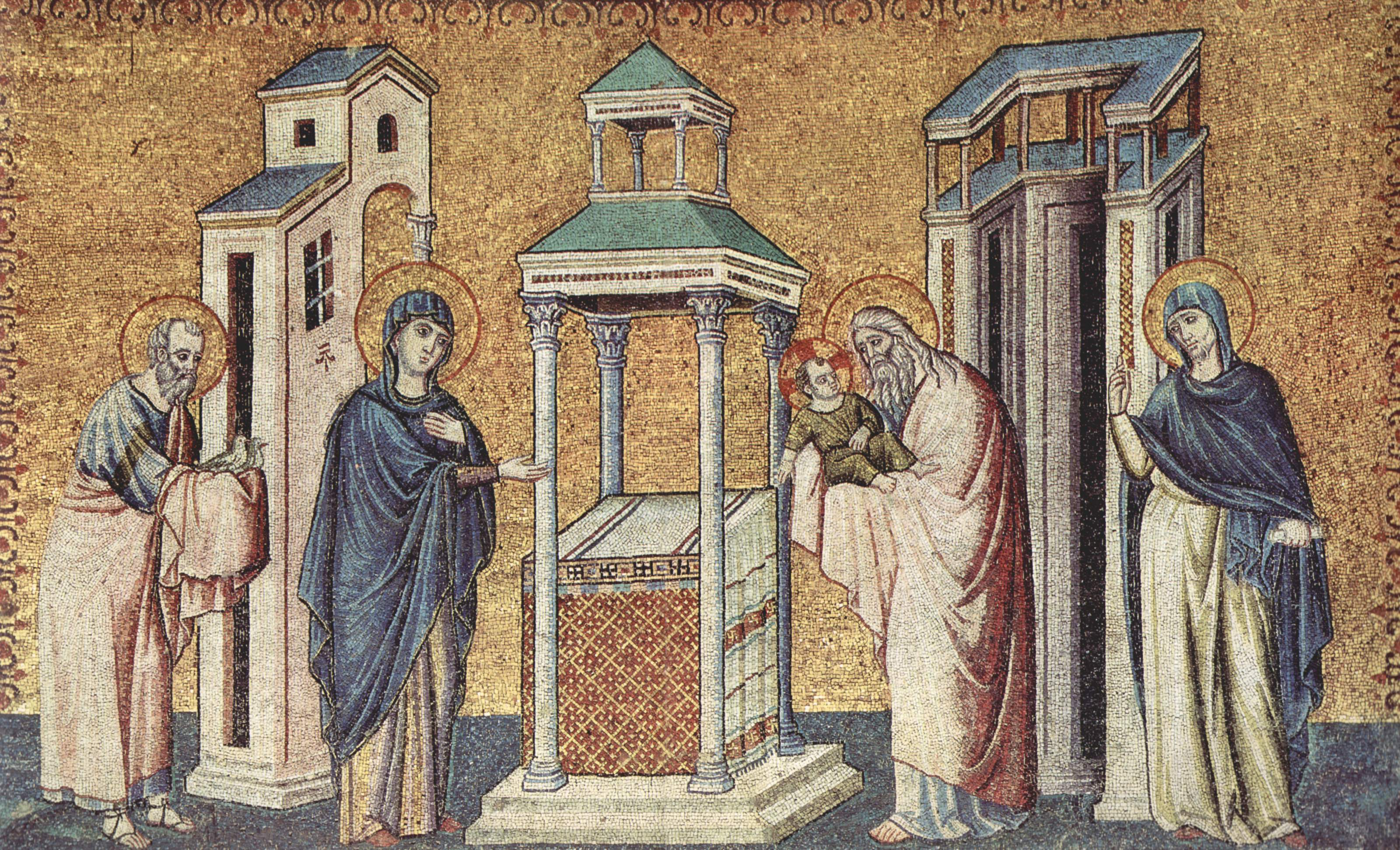
Pietro Cavallini, La présentation au Temple, Sainte-Marie-du-Trastevere.

Le cycle décoratif des mosaïques de Sainte-Marie-du-Trastevere est traditionnellement daté de 1291, sur la base d'une étrange date, MCCLCI, lue dans le passé, mais maintenant perdue, bien que certains historiens aient tendance à le dater ultérieurement, vers 1296. Le client est certainement  Bertoldo Stefaneschi (qui y est enterré), fils du sénateur Pietro Stefaneschi et de Perna Orsini, et frère du futur cardinal Jacopo Stefaneschi : ce dernier est responsable des vers poétiques qui accompagnent les épisodes de la Vie de la Vierge Marie qui y sont représentés :
- Nativité de la Vierge
- Annonciation
- Nativité
- Vierge à l'enfant (porte clypée) et Saints Paul, Pierre et le donateur Bertoldo Stefaneschi (panneau central)
- Adoration des mages
- Présentation au temple
- Dormitio Virginis

Cet ouvrage permet d'apprécier pleinement les compétences techniques de Cavallini qui a rompu avec les formes hiératiques byzantines et qui a adapté les modèles stylistiques de ses mosaïques aux innovations issues de la peinture et de la sculpture toscanes, au contact du « gothisme » de la peinture de Cimabue et aux premières expériences de Giotto. La technique employée semble imposer une immobilité hiératique, or Cavallini introduit le mouvement dans la pose des personnages. 
Dans la Présentation au Temple, les hommes ont un geste d'offrande, les femmes une attitude plus personnalisée et leur alternance crée une animation relative du mouvement. La petite taille des cubes de la mosaïque autorise une subtilité plus nette des rythmes colorés (ombre de la robe, travail du drapé sur l'autel, modelé des visages). L'espace obéit à une disposition rigoureuse héritée sans doute des mansions des sacre rappresentazioni. Mais les édicules sont ici à mi-chemin entre la représentation symbolique et la structure tridimensionnelle ; servant aussi de support plastique aux figures par rapport au fond d'or, elles contribuent à instaurer un espace par la superposition relative des objets et des figures.
Cette nouvelle sensibilité peut être vue dans les citations naturalistes de la Naissance de Jésus, mais encore mieux dans la tridimensionnalité du trône qui apparaît derrière la Vierge effrayée par l'apparition soudaine de l'archange dans l'Annonciation. Ces architectures sont apparentées aux œuvres de Giotto, mais, en comparaison, Cavallini s'avère être différent : ses scènes architecturales sont en fait de simples arrière-plans irréels, qui, sauf dans de rares cas (l'autel de la Présentation au temple ou le trône de Marie), ne dialogue pas avec les personnages qui sont disproportionnés. De plus, la présence de différents points de vue donne à ces perspectives intuitives un aspect archaïque et imprécis.

### Sainte-Cécile-du-Trastevere

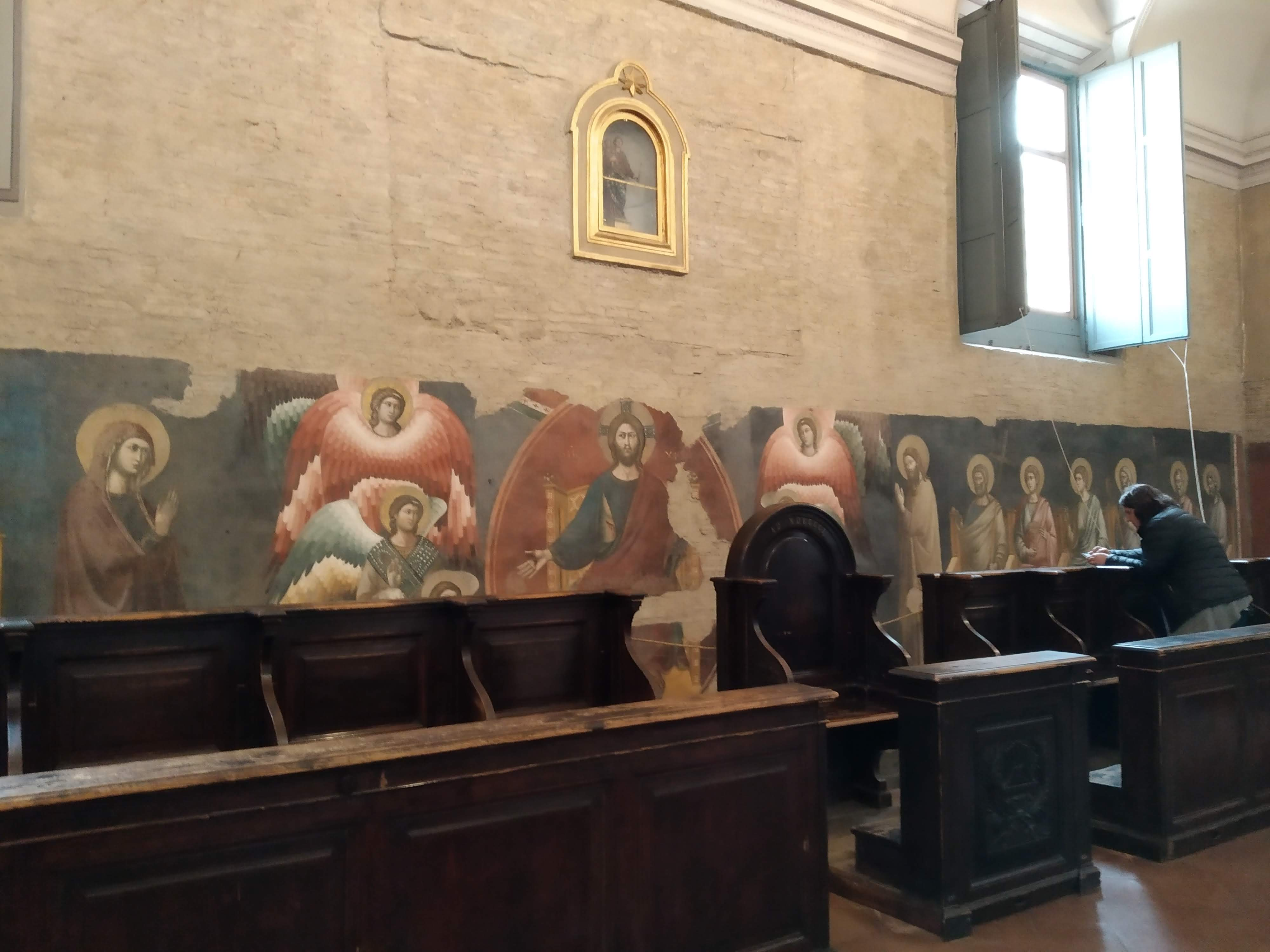
Cavallini, Jugement dernier

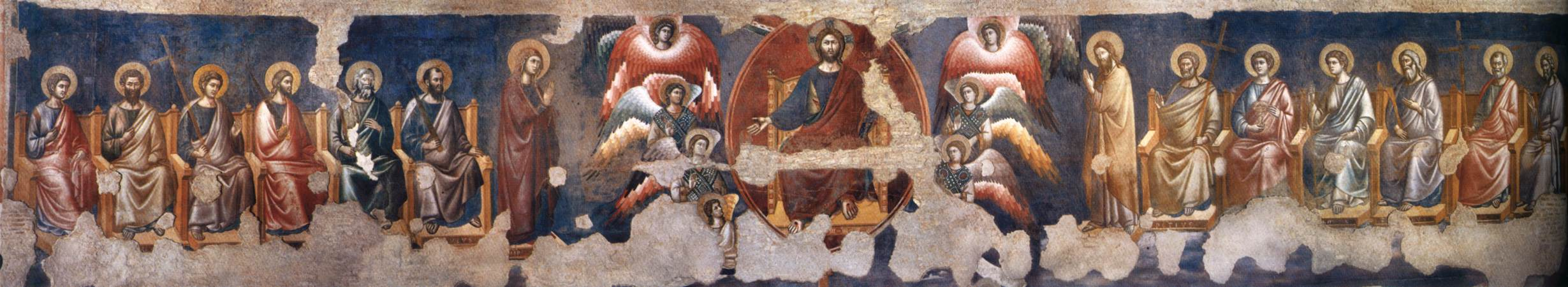
Cavallini, Jugement dernier, Sainte-Cécile-du-Trastevere.

Les œuvres les plus représentatives de Cavallini sont les fresques de l'église Sainte-Cécile-du-Trastevere, où le choix de la technique de la fresque offre des possibilités stylistiques considérables que la mosaïque ne permet pas, en particulier dans les draperies qui, avec le clair-obscur, donnent à la scène représentée une tri dimension et une puissance expressive d'une grande profondeur dramatique.

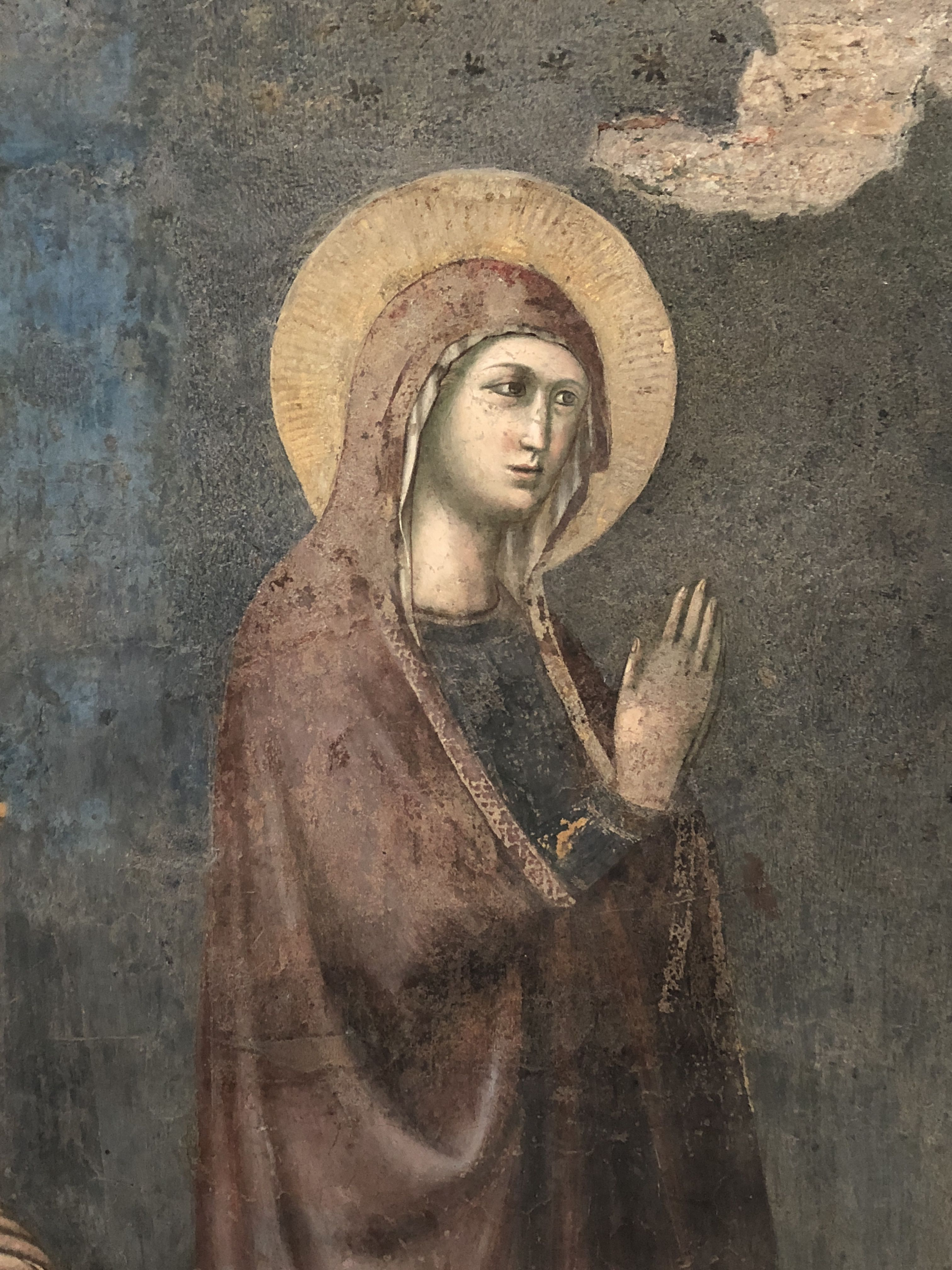
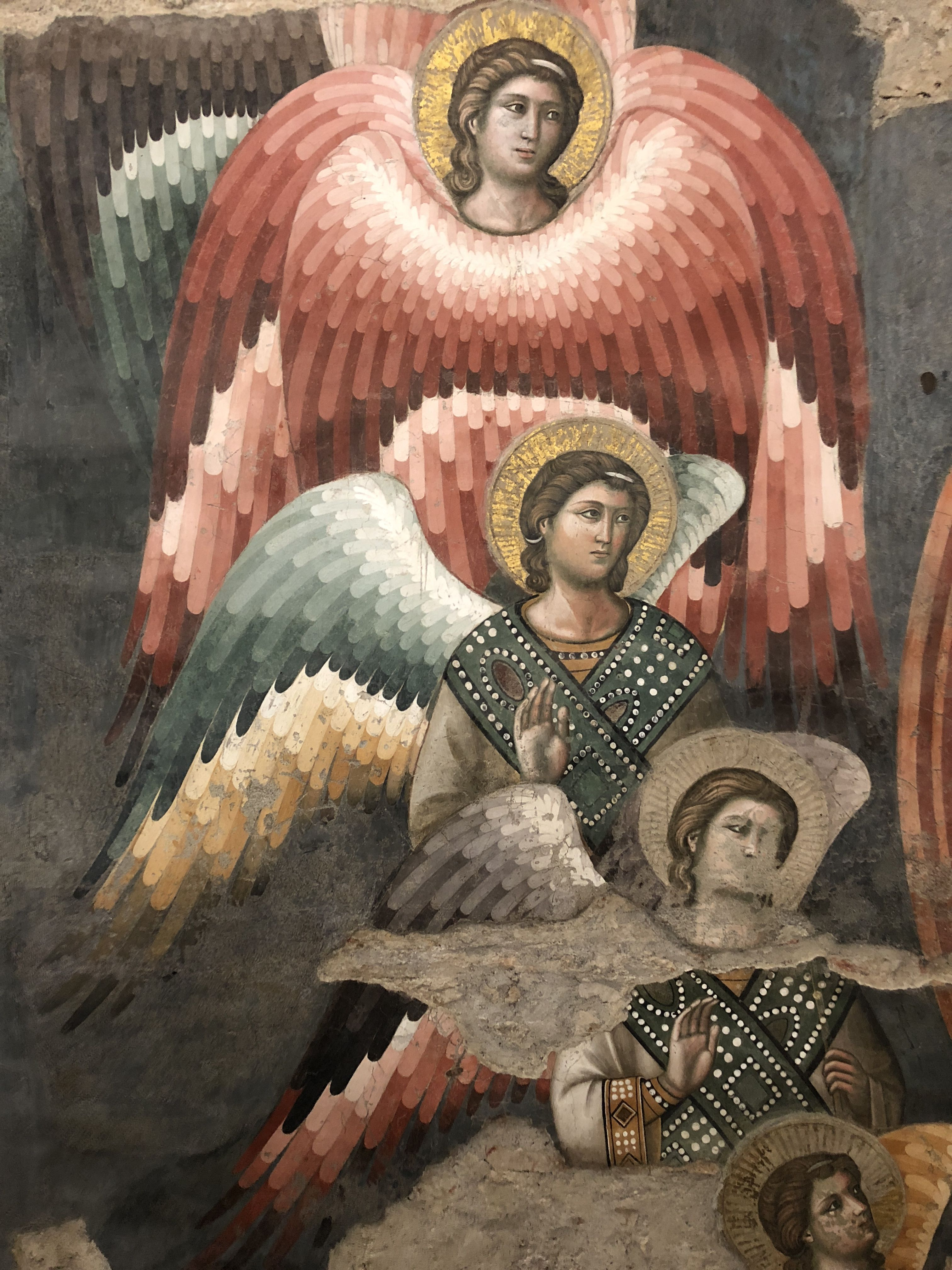

Le Jugement dernier est généralement considéré comme le chef-d'œuvre du maître romain. Avec ces fresques (généralement datées de 1293, alors qu'Arnolfo travaillait encore sur un autre ciborium), la peinture romaine rejoint et dépasse les modèles toscans même si, dans le même temps, le jeune Giotto impose sa vision artistique et ses modèles dans toute peinture du XIVe siècle et au delà. Cependant, selon Bellosi, même la date de 1293 reste incertaine. En fait, elle ne repose que sur l'hypothèse que le tabernacle d'Arnolfo di Cambio portant cette date et la fresque de l'église ont bien été exécutés en même temps. Le travail de Cavallini est particulièrement innovant car, par exemple, chez les Apôtres assis sur les bancs, il est capable d'instiller une présence physique et un volume totalement étrangers à la manière byzantine : les draperies ne sont pas répétitives, mais varient selon la position des membres, les visages présentent  une véritable individualité, les couleurs sont variées, le clair-obscur est doux et raffiné grâce à des reflets sombres et des ombres dans les sillons les plus profonds. Certains critiques, cependant, n'osent pas placer Cavallini avant Giotto, et datent le Jugement du Trastevere après les peintures d'Assise sur les histoires d'Isaac et les histoires de Saint-François.

### Assise
Il n'y a aucune preuve certaine de la participation de Pietro Cavallini au grand chantier pictural que fut la décoration de la basilique Saint-François d'Assise . Cela semble étrange étant donné qu'en 1299, lorsque Giotto arrive à Assise et que les grands noms de la peinture de l'époque tels que Cimabue, Jacopo Torriti et Filippo Rusuti y travaillent déjà, Cavallini est déjà très célèbre et  reconnu comme l'un des peintres italiens les plus innovants. Certains voient la main de Pietro Cavallini dans le Isaac rejette Esaü de la basilique supérieure, même si celle d'un très jeune Giotto qui suit son maître Cimabue lors de la première décoration de la basilique, est proposée comme alternative.
Par la suite, des historiens de l'art comme Federico Zeri et Bruno Zanardi ont attribué les fresques des Histoires de Saint-François à au moins trois  maîtres, dont le principal serait Cavallini lui-même (à en juger par quelques références indirectes et surtout par la modalité de l'élaboration des incarnés, beaucoup plus proches des œuvres de Cavallini que de Giotto), suivi de Rusuti et du jeune Giotto.

### Naples
Vers 1308, Pietro Cavallini est à Naples, appelé par Charles II d'Anjou dont le patronage fait venir à Naples certains des peintres les plus importants de son temps. Cavallini travaille à la chapelle Brancaccio à San Domenico Maggiore en 1308 et à Santa Maria Donna Regina Vecchia en 1317 avec son concitoyen Filippo Rusuti. Il est certainement retourné à Rome avant 1325. 

### Saint-Paul-hors-des-Murs (deuxième période)
En 1321, il commence la décoration extérieure de la basilique Saint-Paul-hors-des-Murs pour laquelle il exécute un cycle de mosaïques selon la technique byzantine qui sera détruit dans l'incendie du XIXe siècle. C'est sa dernière grande œuvre qui coïncide  probablement avec le moment de sa mort.

### Bible de Cavallini
La Bible enluminée par Pietro Cavallini, conservée dans les bibliothèques Civica et A. Ursino Recupero de Catane, a été réalisée à la demande du cardinal Landolfo Brancaccio entre la première et la deuxième décennie du XIVe siècle. Cette œuvre, considérée comme l'une des plus belles Bibles du monde, est enrichie de plus de 100 miniatures et de 167 initiales ornées à la feuilles d'or, sur environ 400 pages de parchemin.

## Liste des œuvres
- Jugement dernier à l'église Sainte-Cécile-du-Trastevere de Rome  (1293)
- Vie de la Vierge à la basilique Sainte-Marie-du-Trastevere de Rome (~1291), mosaïques
- Fresques de Santa Maria di Donna Regina à Naples  (1310-1320)
- Fresques Sala dei Notari, palazzo dei Priori, Pérouse.
- Christ et les Apôtres dans la chapelle (abside) de la Basilique Saint Paul hors-les-murs de Rome (mosaïque restaurée au XIXe siècle  , après l'incendie de 1823)
- Crucifixion , fresque vers 1310, Église San Domenico, Chapelle de la Crucifixion, Naples[5]
- Clipei avec les prophètes dans la basilique Sainte-Marie-Majeure de Rome
- Histoires de l'Ancien Testament dans la basilique Sainte-Marie-Majeure de Rome
- Apparition de la Sibylle à l'empereur Octave Auguste, fresque de l'abside de la basilique Santa Maria in Aracoeli de Rome (vers 1298, perdue dans la seconde moitié du XVIe siècle)
- Vierge à l'enfant avec les saints Matthieu et François, fresque dans la tombe Acquasparta (après 1302), de la basilique Santa Maria in Aracoeli
- fresques de la chapelle San Pasquale Baylon de la basilique Santa Maria in Aracoeli :
  - Vierge à l'enfant entre les saints Jean-Baptiste et Jean l'Évangéliste
  - Histoires de la vie de saint Jean-Baptiste.

## Source de traduction
- (it) Cet article est partiellement ou en totalité issu de l’article de Wikipédia en italien intitulé « Pietro Cavallini » (voir la liste des auteurs).